# Patrick Revelli
Pour les articles homonymes, voir Revelli.
Patrick Revelli, né le 22 juin 1951 à Mimet, est un footballeur français, professionnel jusqu'en 1984, qui évolue au poste d'attaquant polyvalent. Il réalise toute sa carrière de joueur en France et participe notamment à l'Épopée des Verts. Il connait ensuite une modeste carrière d'entraineur et fait toujours parler de lui grâce à ses engagements associatifs et politiques.

## Biographie

### Jeunesse
Né à Mimet, petit village près de Marseille, dans une famille de mineurs. Il commence à travailler à quatorze ans comme mécanicien dans un garage automobile à Gardanne, la ville voisine. Son frère Hervé Revelli deviendra lui aussi professionnel. C’est aussi le cas de son autre frère 
Daniel (décédé en 2019).

### Grande époque des Verts (1968-1978)
Il arrive à Saint-Étienne à dix-sept ans. Deux années plus tard, en 1970, il remporte la Coupe Gambardella et inscrit un but en finale face aux rivaux de l'Olympique Lyonnais. 

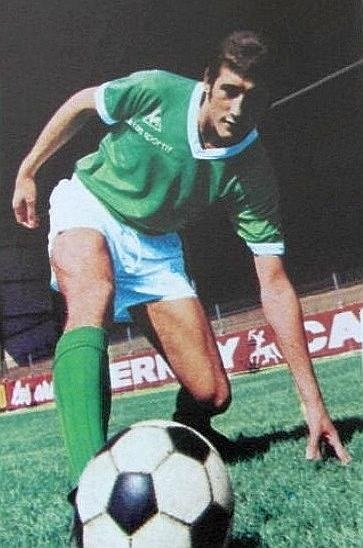
Patrick Revelli en 1971.

Le « Gaulois », comme on le surnomme à cause de ses imposantes moustaches, est l'un des fers de lance des Verts de Saint-Étienne durant presque dix ans.
Attaquant vif et malin, il joue sur tout le front de l'attaque au gré des blessures et méformes des autres attaquants. Jeune frère d'Hervé, il s'entend bien avec ce dernier, avant-centre remiseur d'exception.  
Patrick Revelli reste notamment dans les mémoires pour, après être entré en jeu à la place de Sarramagna, offrir la balle de but à Dominique Rocheteau pendant les prolongations contre le Dynamo de Kiev, après un superbe débordement. Les Verts s'imposent alors 3-0 face à l'équipe du Ballon d'Or Oleg Blokhine après avoir perdu le match aller 2-0. Ce match est souvent décrit comme le plus grand exploit européen de l'ASSE, et s'inscrit dans la fameuse « Épopée des Verts » de 1976. Il dispute l'intégralité de la finale à Glasgow le 12 mai 1976, perdue 1-0 face au Bayern. 
En plus de vivre de grands moments en coupe d'Europe, Revelli remplit son armoire à trophées avec l'ASSE : 4 championnats, 3 coupes et une supercoupe remportés en 9 ans. 
Il est par ailleurs sélectionné à cinq reprises en équipe de France durant son passage à Saint-Étienne, pour un but inscrit.

### Période sochalienne (1978-1982)
Il joue à Sochaux de 1978 à 1982 où il retrouve une seconde jeunesse, permettant au club de jouer les premiers rôles en championnat et de vivre de belles soirées européennes.
En effet, avec le club franc-comtois il prend de nouveau part à un exploit sur la scène internationale. Lors des huitièmes de finale aller de coupe de l'UEFA 1980-1981, Sochaux est battu 4-2 à Francfort par l'Eintracht, tenante du titre : les chances de qualification sont alors très faibles. Le match retour offre un scénario incroyable, sur la pelouse enneigée de Bonal, les Sochaliens battent Francfort 2-0 grâce à un doublé de Revelli et se qualifient pour le tour suivant à la faveur de leurs buts marqués à l'extérieur. Il s'agit d'un des matches les plus marquants de l'histoire du club, qui se hissera jusqu'en demi-finale de la compétition. 
Il porte le maillot des Lionceaux 4 saisons durant.

### Fin de carrière (1982-1986)
De 1982 à 1984, il joue à l'AS Cannes où il finit sa carrière de footballeur professionnel.
Il rejoint ensuite les amateurs de l'Indépendante Pont-Saint-Esprit, club pour lequel il reste deux saisons et où il retrouve son ancien coéquipier en vert Christian Sarramagna.

### Après sa carrière
Après l'arrêt de sa carrière, il devient responsable commercial pour la marque Adidas de 1984 à 1997. Ensuite, il devient commercial à l'ASSE.
Il travaille au cabinet du maire Maurice Vincent à Saint-Étienne en tant que conseiller technique aux sports de 2008 à 2014.
Amoureux de la terre, il aide depuis 2014 le maraicher Jean-Pierre Grail sur son exploitation du Chambon-Feugerolles.

### Son engagement associatif
- En décembre 2008, il est parrain du Téléthon à Saint-Étienne.
- Il crée avec son ami Carlos Acosta et l'association TRJS en 2008 un tournoi de handisupporters.
- En 2009, il crée un tournoi des quartiers où les enfants sont ensuite reçus en mairie.
- Il est parrain de la sixième édition du festival LGBTI+ « Face à face » en 2010.
- En 2011, il donne son nom à un tournoi entre les quartiers de Saint-Étienne destiné aux adolescents suivis par des équipes éducatives[7].
- Il est parrain de l'association AMSED-Génétique de 2013 à 2016 dont la présidente est Valérie Gisclard.
- Depuis 2017, avec ses amis des Verts de 1976, il participe aux manifestations organisées pour l'association Arthritis.

### Son engagement politique
Il se présente en 21e position sans étiquette et non éligible, sur une liste PS dans le département de la Loire (Rhône-Alpes) en 2010.
Le 18 septembre 2019, Patrick Revelli annonce se présenter aux élections municipales de 2020 à Saint-Étienne. La liste est issue de société civile avec le soutien de LREM. Il ne parvient pas au second tour, obtenant 4,7% des voix. Lors de ces élections, son frère ainé Hervé soutient le maire sortant, et futur vainqueur, Gaël Perdriau (LR).

## Palmarès
AS Saint-Étienne :
- Vainqueur du Challenge des champions en 1969
- Vainqueur de la Coupe Gambardella en 1970
- Champion de France en 1970, 1974, 1975 et 1976
- Vainqueur de la Coupe de France en 1974, 1975 et 1977
- Vice-Champion de France en 1971
- Finaliste de la Coupe d'Europe des Clubs Champions en 1976

 FC Sochaux :
- Vice-Champion de France en 1980
- Demi-finaliste de la Coupe UEFA en 1981
- Finaliste de la Coupe des Alpes en 1981
- Finaliste du Tournoi des As international en 1980 (à Strasbourg)

## Équipe de France A
Il ne connaît qu'occasionnellement l'équipe de France, et seulement en amical, à une époque où elle n'est pas au meilleur de ses performances.
| Rang | Date             | Adversaire | Lieu                       | Compétition | Score | Performance |
| ---- | ---------------- | ---------- | -------------------------- | ----------- | ----- | ----------- |
| 1    | 21 novembre 1973 | Danemark   | Parc des Princes, Paris    | Amical      | 3-0   | 75e         |
| 2    | 23 mars 1974     | Roumanie   | Parc des Princes, Paris    | Amical      | 1-0   | 57e         |
| 3    | 7 septembre 1974 | Pologne    | Stade olympique, Wrocław   | Amical      | 2-0   | 72e         |
| 4    | 24 avril 1976    | Pologne    | Stade Félix-Bollaert, Lens | Amical      | 2-0   | 63e         |
| 5    | 23 février 1977  | Allemagne  | Parc des Princes, Paris    | Amical      | 1-0   | 46e         |

## Famille
La fratrie Revelli regroupe 5 garçons et une fille (Arlette). Hervé Revelli est le meilleur buteur de l'histoire de l'ASSE, en plus d'être 7 fois champion de France avec les Verts (record en France). Daniel Revelli pratique également le football, notamment en tant qu'arrière-gauche d'Aix en Provence, et décède en décembre 2019 à 79 ans.
Fabrice Revelli, fils d'Hervé et donc neveu de Patrick, tient depuis 1994 le bar-restaurant "Le P'tit Vert" avec sa compagne. Cet établissement dont le nom rend hommage à l'AS Saint-Étienne a la particularité de se situer en plein cœur de Lyon, ville du grand rival des Verts : l'Olympique Lyonnais.